# Machosfera
A machosfera, manosfera ou comunidade masculinista é uma subcultura masculinista formada exclusivamente por homens que, por sua vez, promovem o desenvolvimento pessoal da masculinidade, seja com críticas relacionadas ao feminismo (forte ou moderada), ou na defesa do homem investir seu tempo em si próprio sem a necessidade de buscar um relacionamento amoroso ou construir uma família. Alguns pesquisadores alegam que esta comunidade estaria associada politicamente com a extrema direita e a direita alternativa.
A subcultura engloba diversos grupos, sendo alguns deles: movimento dos direitos dos homens, leitores de Jack Donovan, Homens seguindo seu próprio caminho (MGTOW), Pick-up Artist (PUA), incels (celibatários involuntários) Por não ser uma comunidade homogênea, diferentes grupos que estão inclusos nessa esfera não necessariamente seguem uma mesma cartilha.

## História
Surgiu de movimentos sociais como o movimento de libertação dos homens das décadas de 1970 e 1980. Grupos agora considerados parte do movimento, como o movimento pelos direitos dos homens, são anteriores ao termo "manosfera". Acredita-se que o termo, um jogo com a palavra "blogosfera", tenha aparecido pela primeira vez no Blogspot em 2009. Posteriormente, foi popularizado por Ian Ironwood, um autor e comerciante de pornografia. O termo entrou no léxico popular quando a mídia de notícias começou a usá-lo em histórias sobre homens que haviam cometido atos de violência misógina, agressão sexual e assédio online.
2010 foi identificado como "um claro ponto de inflexão" pela pesquisadora Emma A. Jane, no qual as comunidades da Manosfera se moveram em direção ao mainstream de sua posição anterior na periferia da Internet. Ela levanta a hipótese de que essa popularização foi estimulada pelo advento da Web 2.0 e a ascensão das mídias sociais, em combinação com a misoginia sistêmica contínua e a sociedade patriarcal. A Manosfera estava bem estabelecida em 2014 e suas ideias haviam entrado no discurso mais convencional, onde às vezes são usadas entre homens não necessariamente identificados com qualquer grupo específico da Manosfera.

## Red Pill
A imagem da "pílula vermelha" (mais conhecida pela sua nomenclatura em inglês: Red Pill), usando uma metáfora emprestada do filme Matrix, é um princípio central da Manosfera; trata-se de despertar os homens para a suposta realidade de que a sociedade é fundamentalmente misandrista e que foi contaminada por valores feministas. No ponto de vista da autora norte-americana Donna Zuckerberg: "A pílula vermelha representa uma nova fase na misoginia online. Seus membros não apenas zombam e menosprezam as mulheres; eles também acreditam que em nossa sociedade os homens são oprimidos pelas mulheres."
Os homens adeptos a manosfera acreditam que as feministas e o politicamente correto obscurecem essa realidade, tornando os homens como vítimas dessas mudanças culturais, devendo lutar pela proteção de sua existência. Aceitar a ideologia da manosfera é análogo a "tomar a pílula vermelha"; por outro lado, os homens que não o fazem são vistos como Blue Pill, ou seja, tendo escolhido tomar a "pílula azul" ao se conformar com a realidade nos tempos atuais.

## Controvérsias
A comunidade masculinista é entendida por algumas feministas como algo ruim. No site GQ, da Globo (um guia da moda masculina), foi feita uma reportagem pela Elizabete Alexandre que, segundo o ponto de vista da jornalista, dizia o seguinte: Grupo ganha força em fóruns da deep web defendendo soberania masculina, violência contra mulher e retomada da "virilidade" dos tempos pré-históricos,